# Psectra wilhelmensis
Psectra wilhelmensis is een insect uit de familie van de bruine gaasvliegen (Hemerobiidae), die tot de orde netvleugeligen (Neuroptera) behoort. 
Psectra wilhelmensis is voor het eerst wetenschappelijk beschreven door New in 1989.